# پهیلاو باغ
پهیلاو باغ (به انگلیسی: Phelawagh) یک منطقهٔ مسکونی در پاکستان است که در ناحیه دیره بگتی واقع شده‌است.